# Старий Нижбірок
Стари́й Ни́жбірок — село в Україні, у Васильковецькій сільській громаді Чортківського району Тернопільської області. Розташоване на річці Тайна, в центрі району. До 2020 адміністративний центр Старонижбірківської сільської ради. До Старого Нижбірка приєднано с. Гриньківці.
Населення — 903 осіб (2014).
Дворів – 264 (2014).

## Географія
Старий Нижбірок — село Чортківського (до 2020 — Гусятинського) району Тернопільської області в складі Васильковецької територіальної громади. До Старого Нижбірка приєднано х. Гриньківці. Розташоване на берегах р. Тайна (права притока р. Гнила, басейн Збруча, сточище Дністра) та її правої притоки р. Потік, за 16 км від найближчої залізничної станції Хоростків. За 1,5 км на схід від Старого Нижбірка пролягла дорога з твердим покриттям Хоростків–Крогулець, від якої на північній околиці с. Нижбірок відгалужена дорога з твердим покриттям до Старого Нижбірка. Територія – 3,67 кв. км. 
У селі є чотири ставки: в центрі, два – на південно-східній околиці, ще один – на північно-східній.

### Клімат
Старий Нижбірок знаходяться в межах вологого континентального клімату із теплим літом. Але діяльність людини досить часто призводить до екоциду, поганих змін та глобального потепління. Рівень наповнення річок водою по області становить лише 20 % від необхідного стандарту, значна частина земної поверхні стає посушливою. Для покращення ситуації варто було б проводити ревайлдинг, відновлювати екосистеми та лісові насадження.

## Історія
Назва походить, імовірно, від слів “нижній бір” – густий хвойний ліс на берегах р. Тайна, в якому розміщувалося село; на відміну від заліснених смуг Медоборів, вищих борів, розташованих за 6–8 км від нього. Поблизу Старого Нижбірка (на північний схід від села за 0,5 км до х. Гриньківці) виявлено археологічні пам’ятки трипільської культури.
За даними істориків, після того, як орди хана Батия зруйнували поселення часів Руси, вцілілі жителі збудували на території сучасного села Нижбірок (у Передмісті) поселення в низинному місці р. Тайна. Для того, щоб зберегти згадку про попереднє поселення, його назвали Старий Нижній Бір, оскільки воно було розміщене у старому сосновому бору.
Перша письмова згадка про село – 1554 р. Воно неодноразово зазнавало спустошливих набігів кримсько-татарських орд, які прямували горезвісним Чорним шляхом неподалік від Копичинців. У 1672–1699 рр. Старий Нижбірок – прикордонний із Туреччиною населений пункт Польщі.
Після 1-го поділу Речі Посполитої село з 1772 р. належало до Австрії (Заліщицький циркуляр від 1816 р. – Чортківський). Протягом 1863–1914 рр. Старий Нижбірок – Гусятинського повіту. В 2-й половині 19–початку 20 ст. власниками села були польські графи Баворовські. У травні 1905 р. тут
на графському фільварку відбувся страйк селян, який придушили жандарми та підрозділ військовослужбовців.
У листопаді 1918 р. в Старому Нижбірку проголошено владу ЗУНР; восени 1920 р. встановлено польську владу. Протягом 1921–1939 рр. село – Копичинецького повіту Тернопільського воєводства. Діяли філії товариств “Просвіта”, “Рідна школа”, “Союз Українок”, “Луг” та осередок ОУН. Після 17 вересня 1939 р. в Старому Нижбірку встановлена радянська влада.
22 жовтня 1939 р. депутатом Народних Зборів Західної України обрано голову місцевої “Просвіти” Михайла Довганя. Він єдиний серед депутатів 27 жовтня 1939 р. у Львові відважився проголосувати проти приєднання Західної України до Радянської України. Коли М. Довгань повернувся до Старого Нижбірка, заарештували його і 9 членів місцевого осередку “Просвіти”, про подальшу долю яких рідні досі не мають інформації. Є припущення, що вони були вбиті  в Чортківській та Уманській в’язницях у 1941 р.
Від січня 1940 р. до грудня 1959 р. село – Гусятинського району. В грудні 1940 р. створено колгосп. Від 6 липня 1941 р. до 23 березня 1944 р. – під нацистською окупацією. В роки ІІ Світової війни:
- до Червоної армії мобілізовано із села 140 чоловіків, із них 67 не повернулися додому.

- в УПА загинув 21 житель Старого Нижбірка.

- 54 уродженці були заарештовані й засуджені до різних термінів ув’язнення; додому так і не повернулися багато з них (Петро Більський (1908–1941), Іван Іванків (1926–1949), Іван Турецький (1898–1952) та інші).
У 1948 р. відновив роботу колгосп. Із січня 1960 р. до травня 1963 р. село – Копичинецького району, згодом до січня 1965 р. – Чортківського; відтоді й до 2021 – Гусятинського району. У 1994 р. збудовано школу; до цього діти навчались в сусідньому с. Нижбірок. 8 серпня 1997 р. підведено газ.
12 червня 2020 року, відповідно до розпорядження Кабінету Міністрів України № 724-р «Про визначення адміністративних центрів та затвердження територій територіальних громад Тернопільської області» увійшло до складу Васильковецької територіальної громади.
19 липня 2020 року, в результаті адміністративно-територіальної реформи та ліквідації Гусятинського району, село увійшло до складу новоутвореного Чортківського району.

## Населення

### Мова
Розподіл населення за рідною мовою за даними перепису 2001 року:
| Мова            | Кількість | Відсоток |
| --------------- | --------- | -------- |
| українська      | 988       | 99.8%    |
| російська       | 1         | 0.1%     |
| інші/не вказали | 1         | 0.1%     |
| Усього          | 990       | 100%     |

## Політика

### Парламентські вибори, 2019
На позачергових парламентських виборах 2019 року у селі функціонувала окрема виборча дільниця № 610253, розташована у приміщенні будинку культури.
Результати
- зареєстровано 690 виборців, явка 69,71%, найбільше голосів віддано за «Слугу народу» — 44,61%, за Радикальну партію Олега Ляшка — 14,16%, за Всеукраїнське об'єднання «Батьківщина» — 10,36%.[4] В одномандатному окрузі найбільше голосів отримав Микола Люшняк (самовисування) — 31,78%, за Ігоря Сопеля (Слуга народу) — 28,18%, за Володимира Бліхаря (Всеукраїнське об'єднання «Батьківщина») — 9,32%[5].

## Релігія
- церква святих верховних апостолів Петра і Павла (1992, УГКЦ).

## Пам'ятки
- Поселення Старий Нижбірок I[d] (трипільська культура (IV — кін. III тис. до н. е.));
- Поселення Старий Нижбірок II[d] (ранній залізний вік; черняхівська культура);

- Борцям за волю України (2001),

- воїнам-односельцям, полеглим у ІІ Світовій війні (1966, скульптор В. Свідер)
Символічні могили:
- Борцям за волю України (воякам ОУН і УПА, жертвам сталінських репресій; 1991)

- воякам УСС (1992);

- пам’ятні хрести на честь відродження України (1991).

## Соціальна сфера
Працюють Старонижбірківська гімназія, дитячий садочок "Дзвіночок", Будинок культури, бібліотека, амбулаторія загальної практики та сімейної медицини, відділення зв’язку, кафе-бар “Візит”, торгові заклади.

## Культура

### «Батьківські обереги— 2015»
30 серпня 2015 року в селі Старий Нижбірок відбувся молодіжний літературно-мистецький фестиваль «Батьківські обереги — 2015», присвячений уродженцеві села Іванові Демчишину. Учасниками фестивалю були, зокрема, «Літературний батальйон — Літбат» ТОО НСПУ, «Народний Театр Ореста Савки», а також сільські ансамблі «Водограй», «Ясені», «Калина» та хори, гурти і вокалісти з навколишніх сіл та районів. На святі урочисто вручили медалі «Захисникам вітчизни» учасникам АТО Дмитрові Юзваку та Петрові Вівчару. Медаллю «200-річчя з дня народження Т. Г. Шевченка» нагороджено Володимира Демчишина, яку вручив Олександр Смик.

### Ювілей парафіяльного храму
- https://youtu.be/LBVSoAuy948

## Відомі люди

### Народилися
- Іван Демчишин (1948–2009) — письменник, журналіст, краєзнавець, лауреат премії імені братів Богдана і Левка Лепких,
- Г. Довгань — Герой соціалістичної праці,
- Василь Триснюк — громадський діяч.
- Володимир Довгань (1948-2024) – поет, громадський діяч.

## Галерея

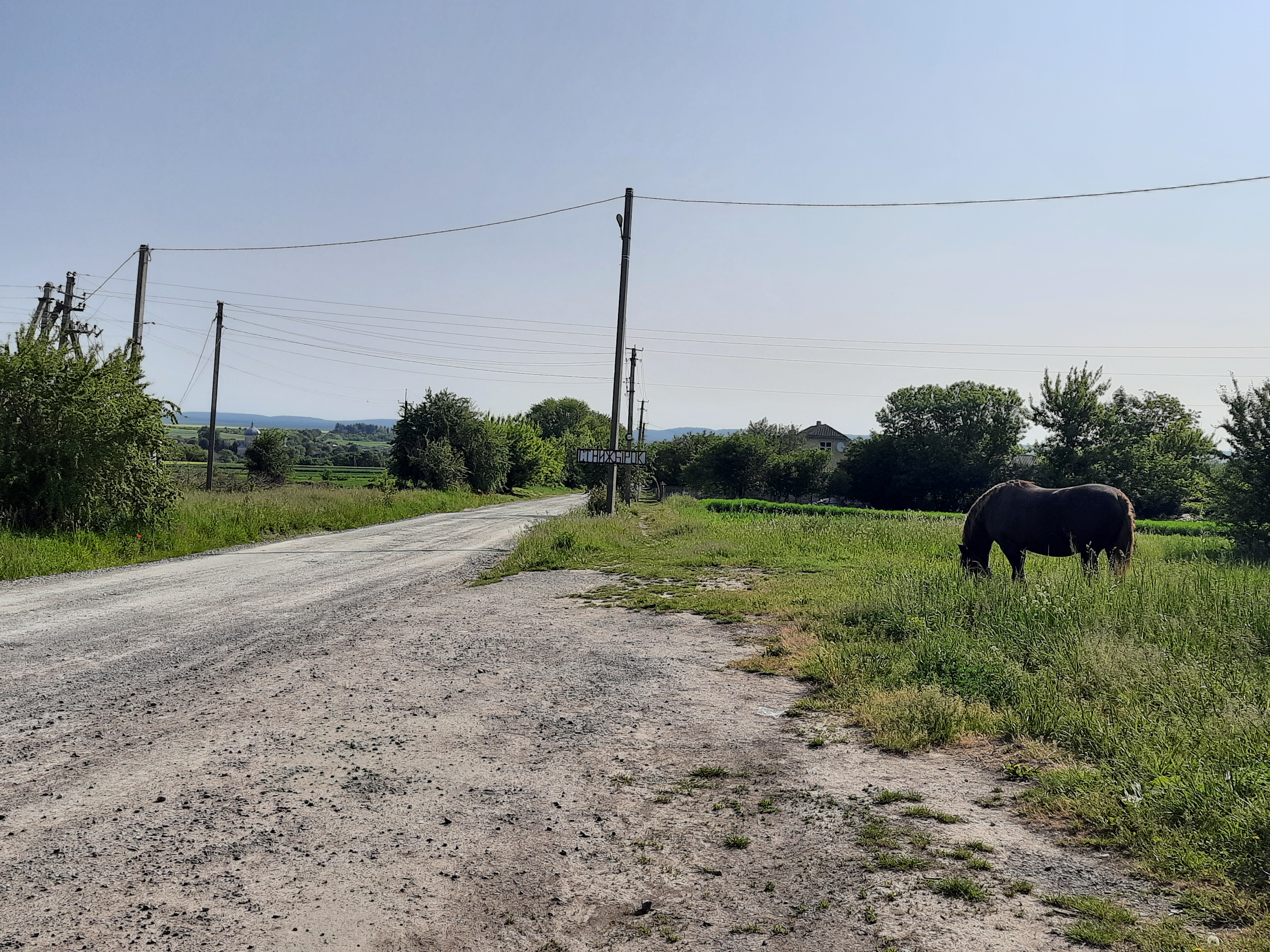
В'їзд у село
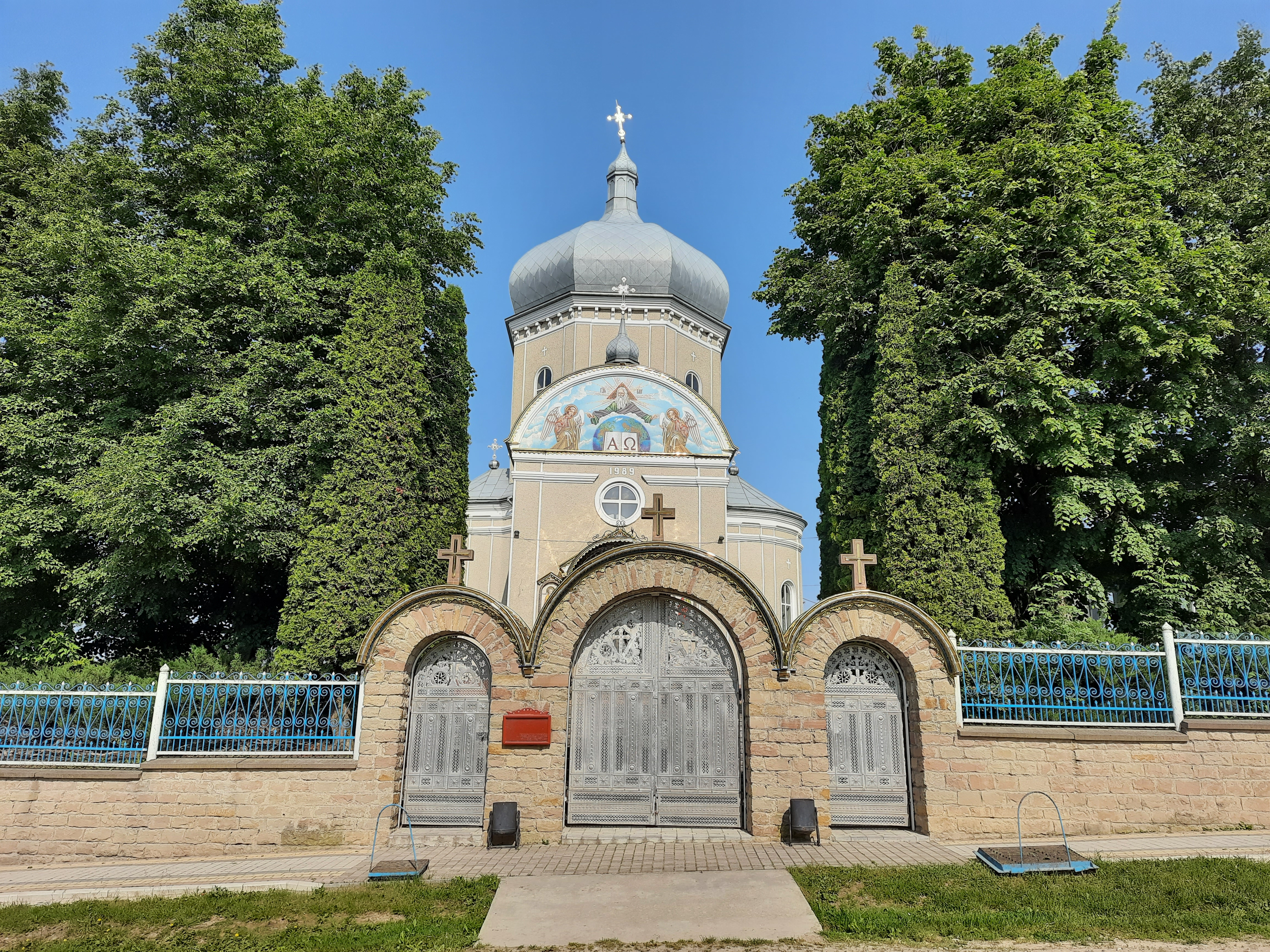
Церква Святих Апостолів Петра і Павла
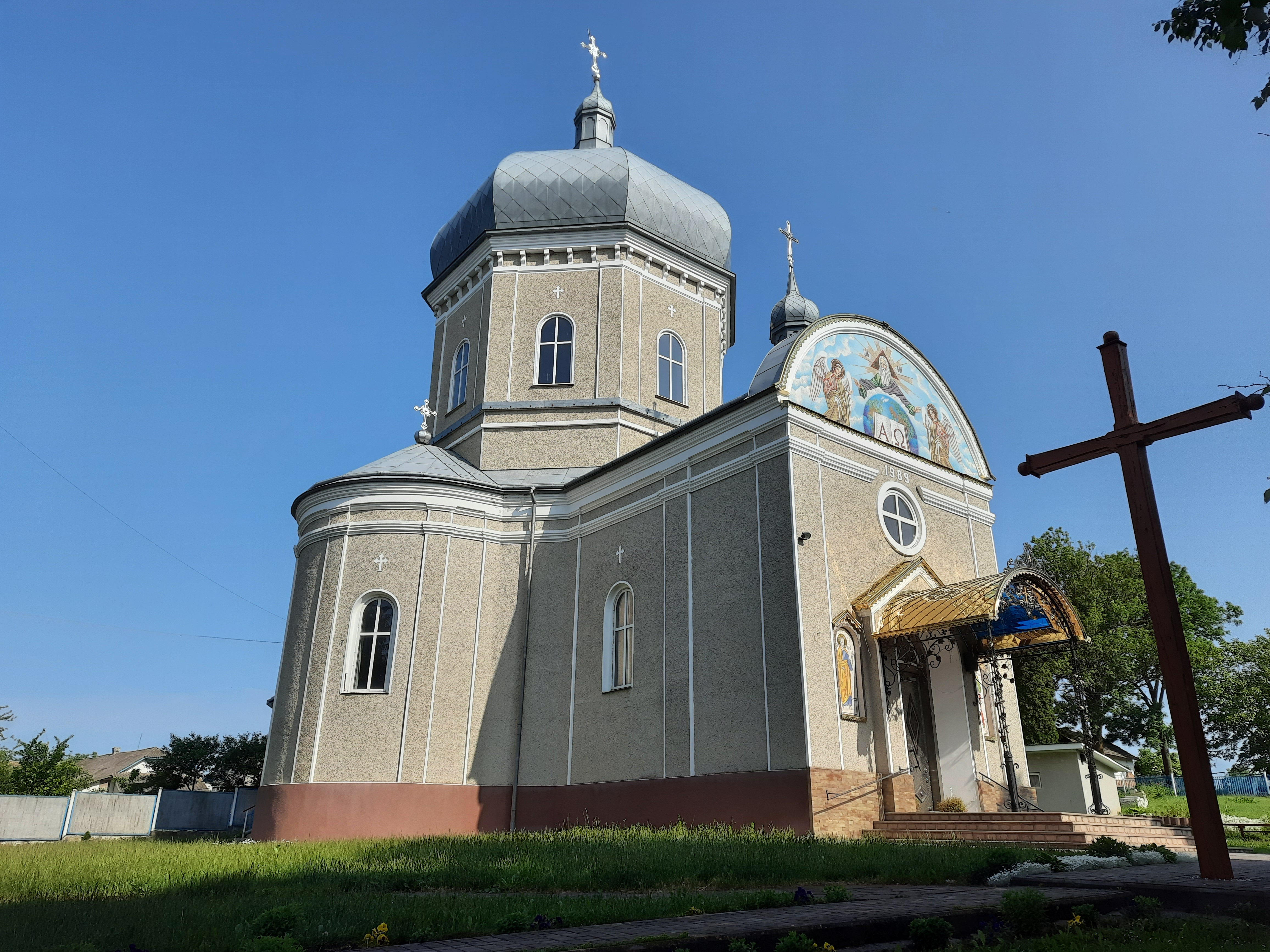
Церква Святих Апостолів Петра і Павла
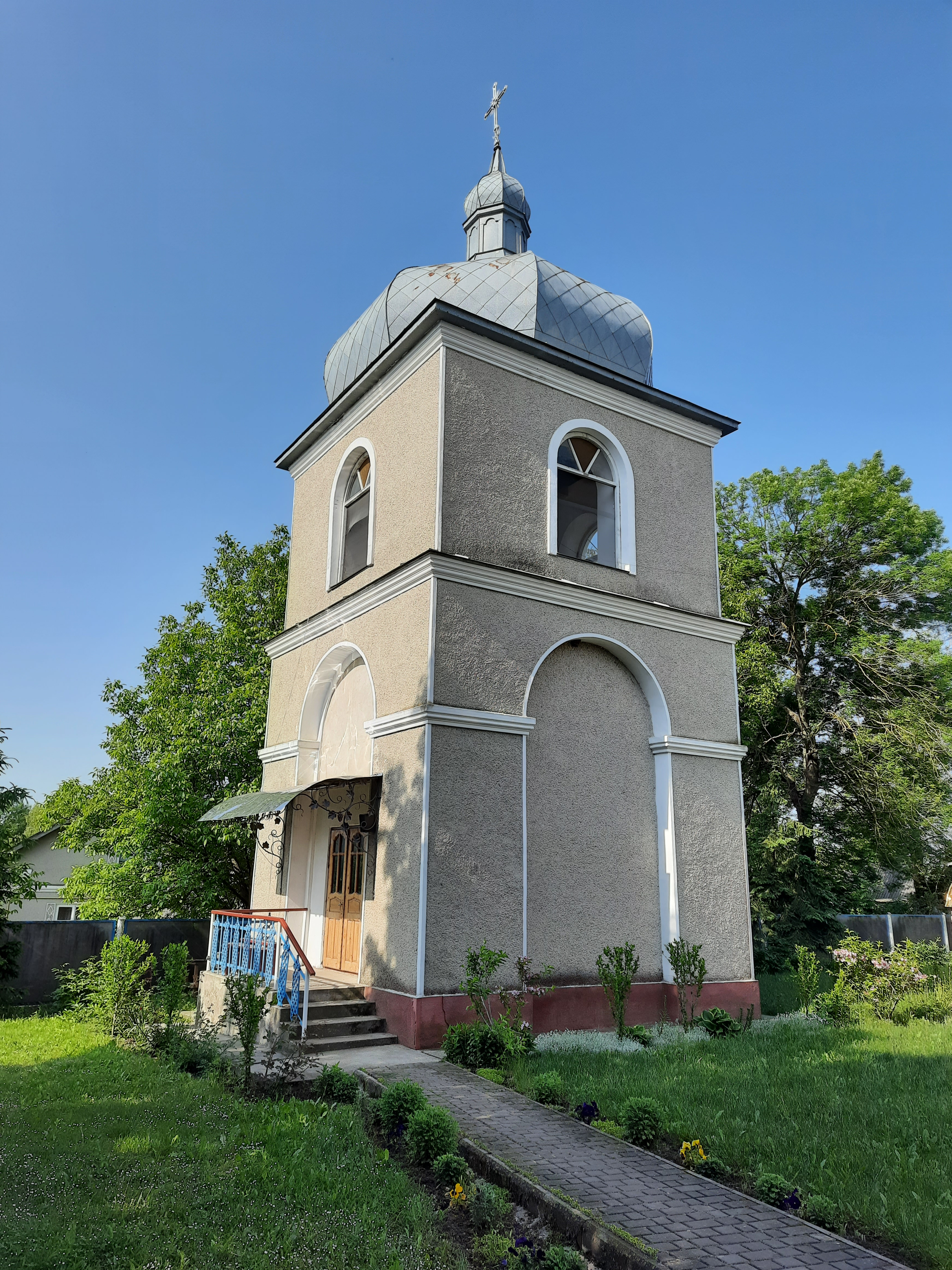
Дзвіниця церкви Святих Апостолів Петра і Павла
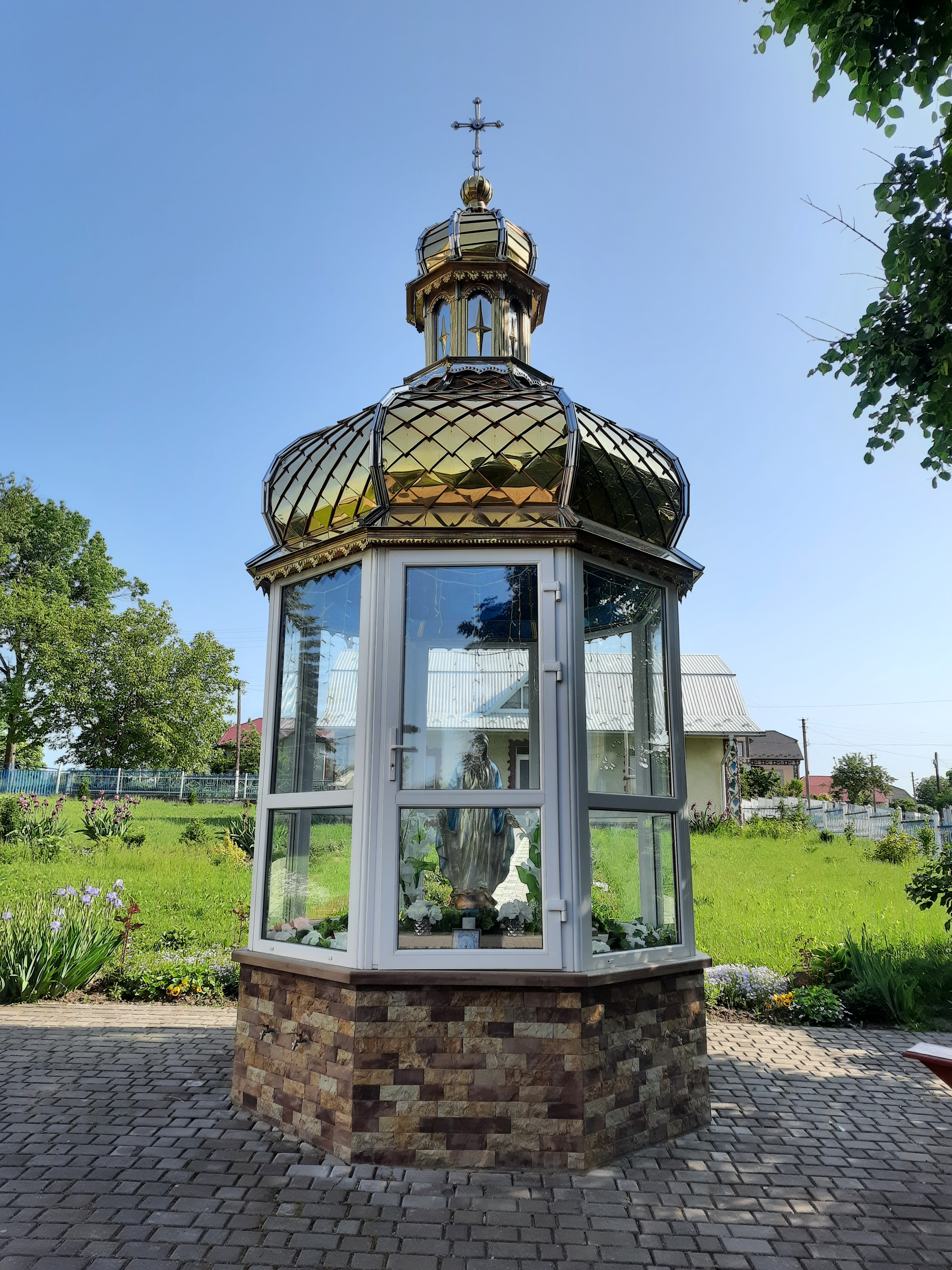
Капличка
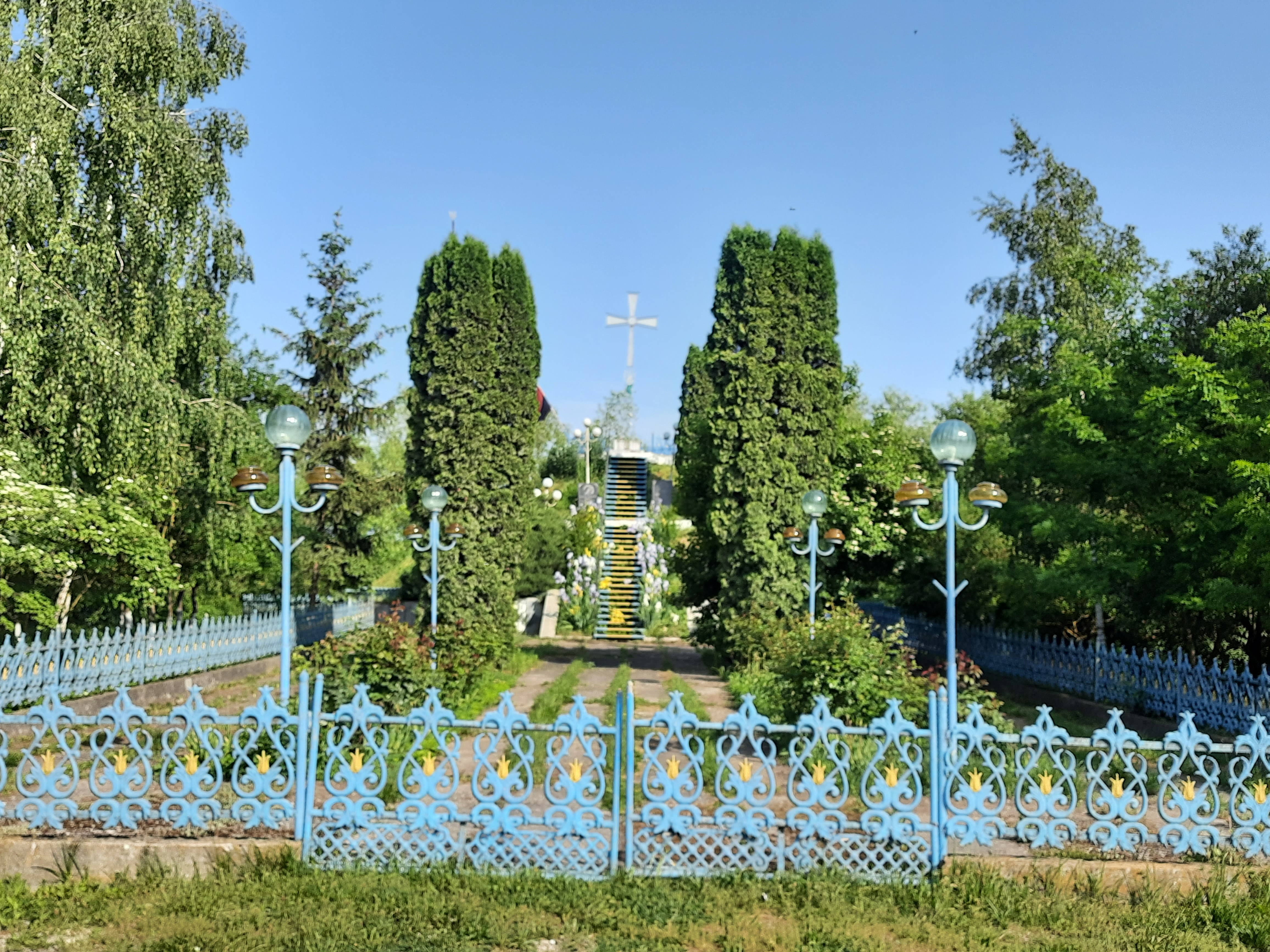
Символічна могила Борцям за волю України
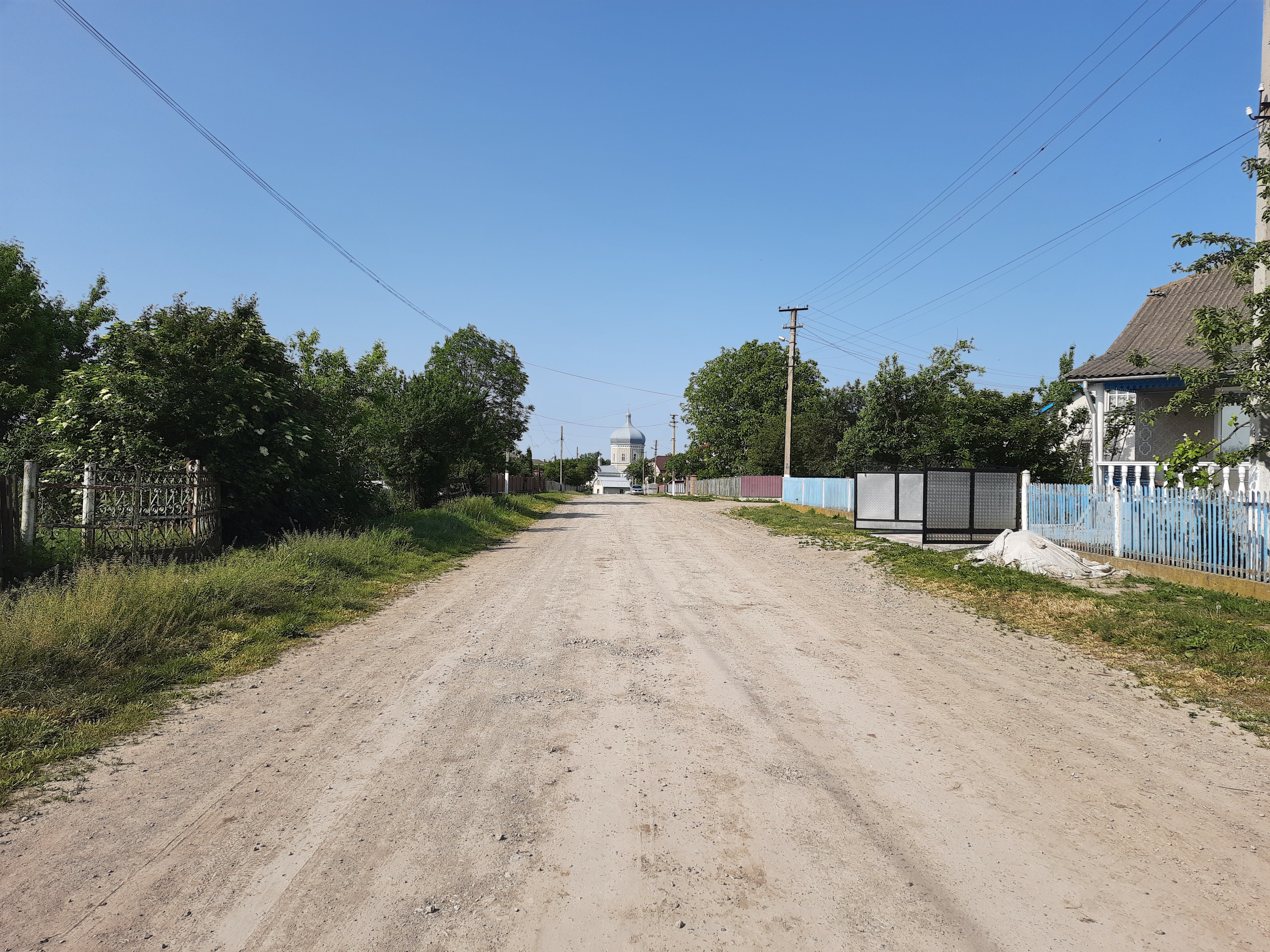
Сільська вулиця
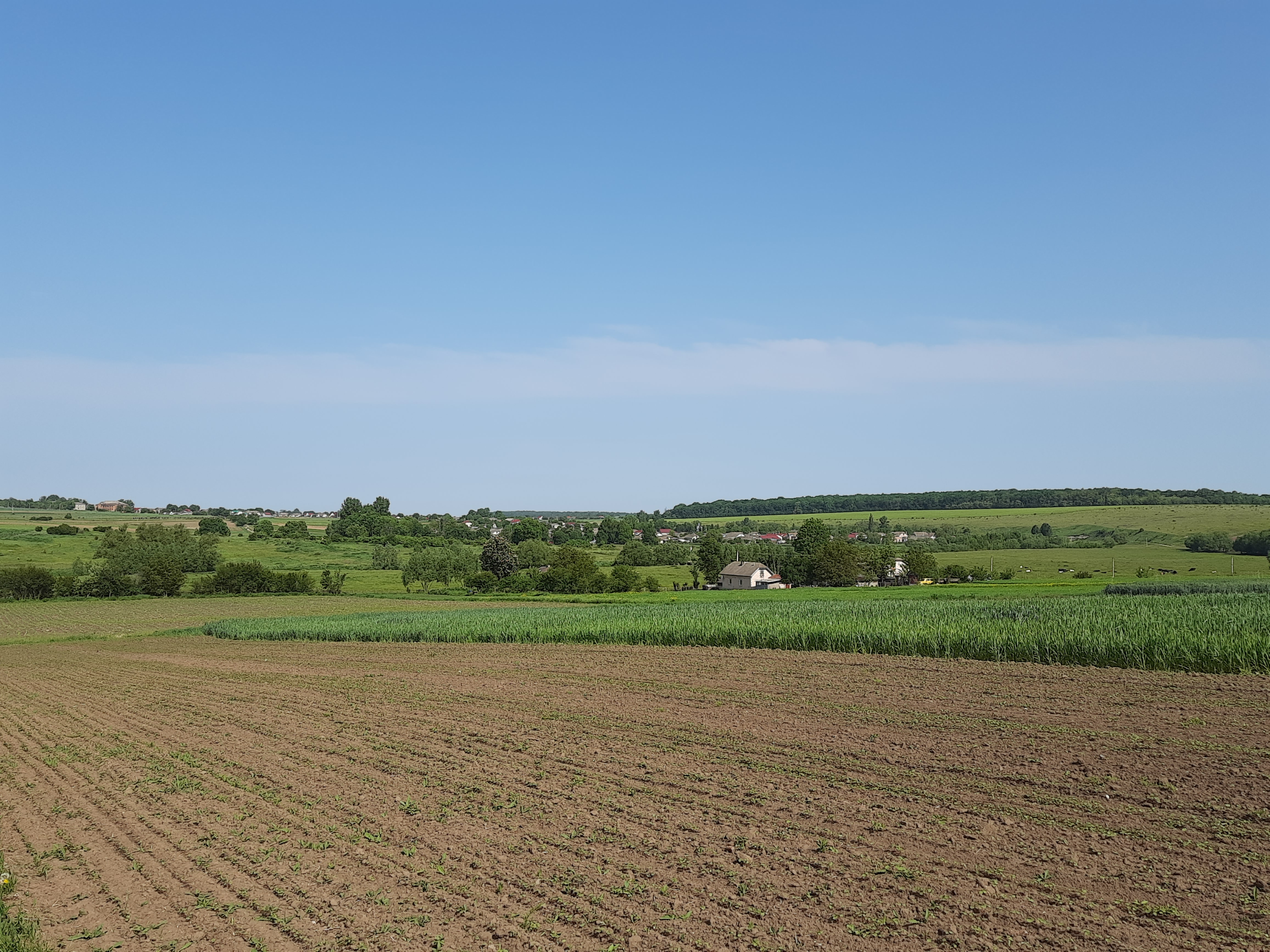
Сільський краєвид
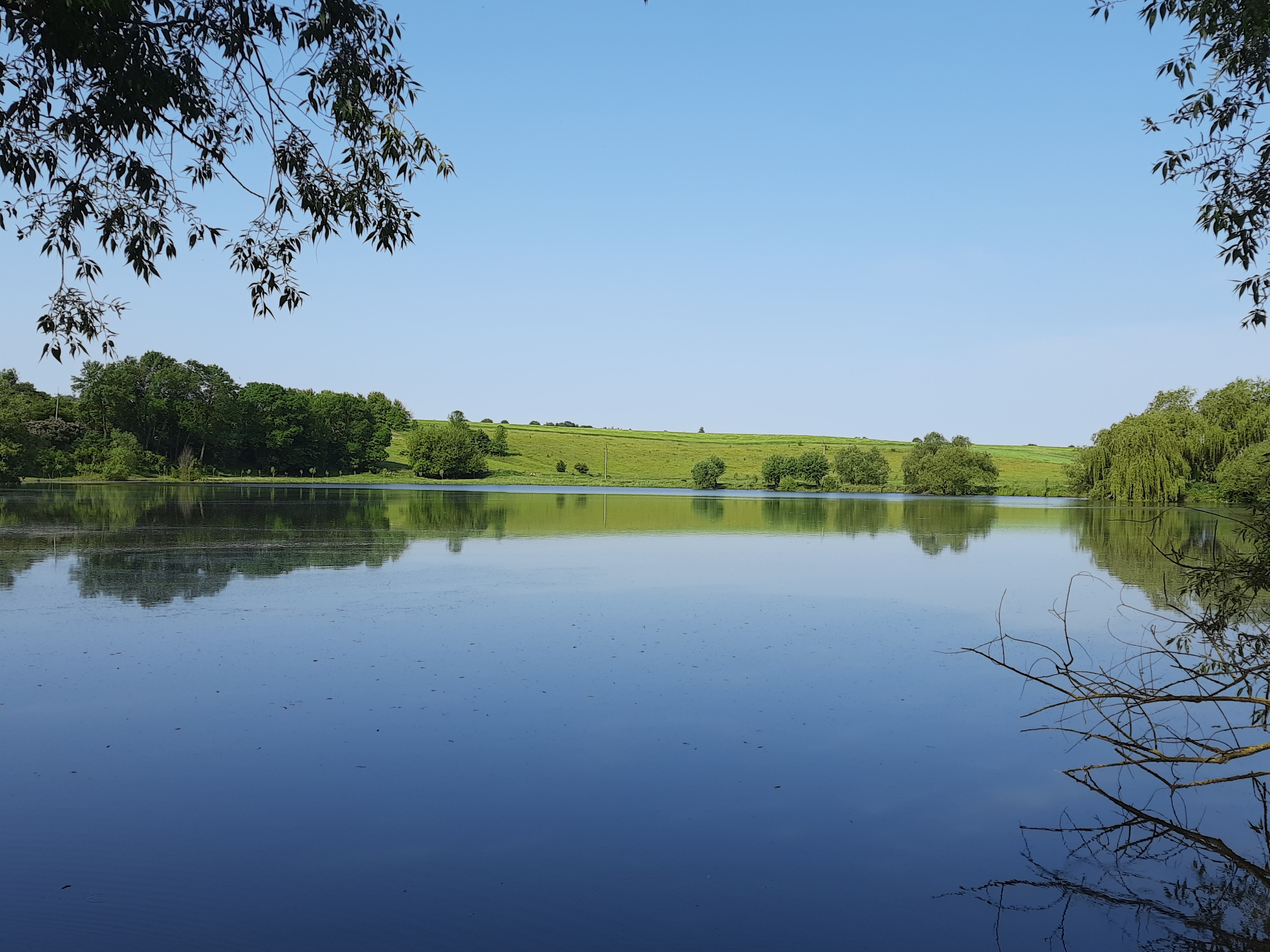
Ставок біля села